# Jean-Jacques Goldman (album, 1981)
Pour les articles homonymes, voir Jean-Jacques Goldman (album).
Albums de Jean-Jacques Goldman
Jean-Jacques Goldman (Minoritaire)
(1982)
Singles
1. Il suffira d'un signe / Quel exil
Sortie : Septembre 1981
2. Quelque chose de bizarre / Pas l'indifférence
Sortie : Mars 1982

Le premier album de Jean-Jacques Goldman est sorti le 4 septembre 1981. Il a été certifié disque de platine pour plus de 300 000 exemplaires vendus.
Une version remasterisée de cet album est sortie en 2013.
Jean-Jacques Goldman souhaitait l'intituler Démodé, ce que sa maison de disques a refusé. Seul le nom de l'artiste apparaît donc sur la pochette, même s'il y est souvent fait référence sous les titres Démodé ou À l'envers (du nom de la première chanson de l'album). La maison de disque a, de même, proposé à Jean-Jacques Goldman de changer de nom, ne le trouvant pas accrocheur.

## Historique
En 1981, Jean-Jacques Goldman, découvert par Marc Lumbroso, producteur de musique, signe chez Epic après cinq ans chez WEA, notamment en faisant carrière avec le groupe Tai Phong (avec lequel il obtient un succès avec le titre Sister Jane), dont il fut membre pendant quatre ans et une première fois en solo avec trois 45 tours qui passent quasiment inaperçus.
L'album contient notamment le titre Il suffira d'un signe, premier extrait de l'album à sortir en 45 tours, qui contribuera à lancer sa carrière et à connaître le succès et aussi Quelque chose de bizarre, second extrait de l'album. Si le second single est un échec commercial, il n'aura pas d'incidence sur la carrière du chanteur, car Goldman connaîtra une série de succès.
Mis à part ces deux titres, on peut retenir aussi Sans un mot et Pas l'indifférence qu'il reprendra en concert cinq ans plus tard, ainsi que Le rapt, repris en live lors de la Tournée 98 En passant.

## Plages
| No  | Titre                    | Durée |
| --- | ------------------------ | ----- |
| 1.  | À l'envers               | 3:56  |
| 2.  | Sans un mot              | 3:29  |
| 3.  | Brouillard               | 5:10  |
| 4.  | Pas l'indifférence       | 4:13  |
| 5.  | Il suffira d'un signe    | 5:51  |
| 6.  | J't'aimerai quand même   | 4:56  |
| 7.  | Autre histoire           | 4:19  |
| 8.  | Quelque chose de bizarre | 4:00  |
| 9.  | Quel exil                | 3:00  |
| 10. | Le Rapt                  | 4:29  |
| 11. | Juste un petit moment    | 1:33  |

## Vidéoclip (DVD)
1. Il suffira d'un signe (Clip officiel) - 4:16

## Crédits
- Paroles et musiques : Jean-Jacques Goldman
- Basse : Guy Delacroix
- Batterie : Clément Bailly
- Chœurs : Jean-Jacques Goldman, Bernard Illouz
- Claviers : Max Middleton
- Guitare acoustique : Jean-Jacques Goldman, Patrice Tison
- Guitare électrique : Jean-Jacques Goldman, Patrice Tison
- Percussions : Clément Bailly
- Piano acoustique : Jean-Jacques Goldman
- Piano électrique : Jean-Jacques Goldman
- Synthétiseurs : Georges Rodi
- Direction artistique : Steve Parker
- Prise de son : Eric Caussarieu (studio Vénus à longueville)
- Enregistré aux Studios Pathé (Paris) et au studio Vénus (Longueville)
- Mixé au studio Scorpio à Londres
- Éditions : BMG Music Publishing France

## Certifications
| Année | Ventes  | Certification |
| ----- | ------- | ------------- |
| 1991  | 100 000 | Or            |
| 1992  | 200 000 | 2 × Or        |
| 1995  | 300 000 | Platine       |